# Dachi Nongchang
Dachi Nongchang (kinesiska: 大池农场) är en administrativ enhet på sockennivå i sydöstra Kina. Den ligger i Puning i staden Jieyang i provinsen Guangdong, omkring 280 kilometer öster om provinshuvudstaden Guangzhou. Antalet invånare är 6 285. Befolkningen består av 3 150 kvinnor och 3 135 män. Barn under 15 år utgör 29,0 %, vuxna 15-64 år 62 %, och äldre över 65 år 8,0 %. Enheten administrerar ett jordbruk.